# Chajja

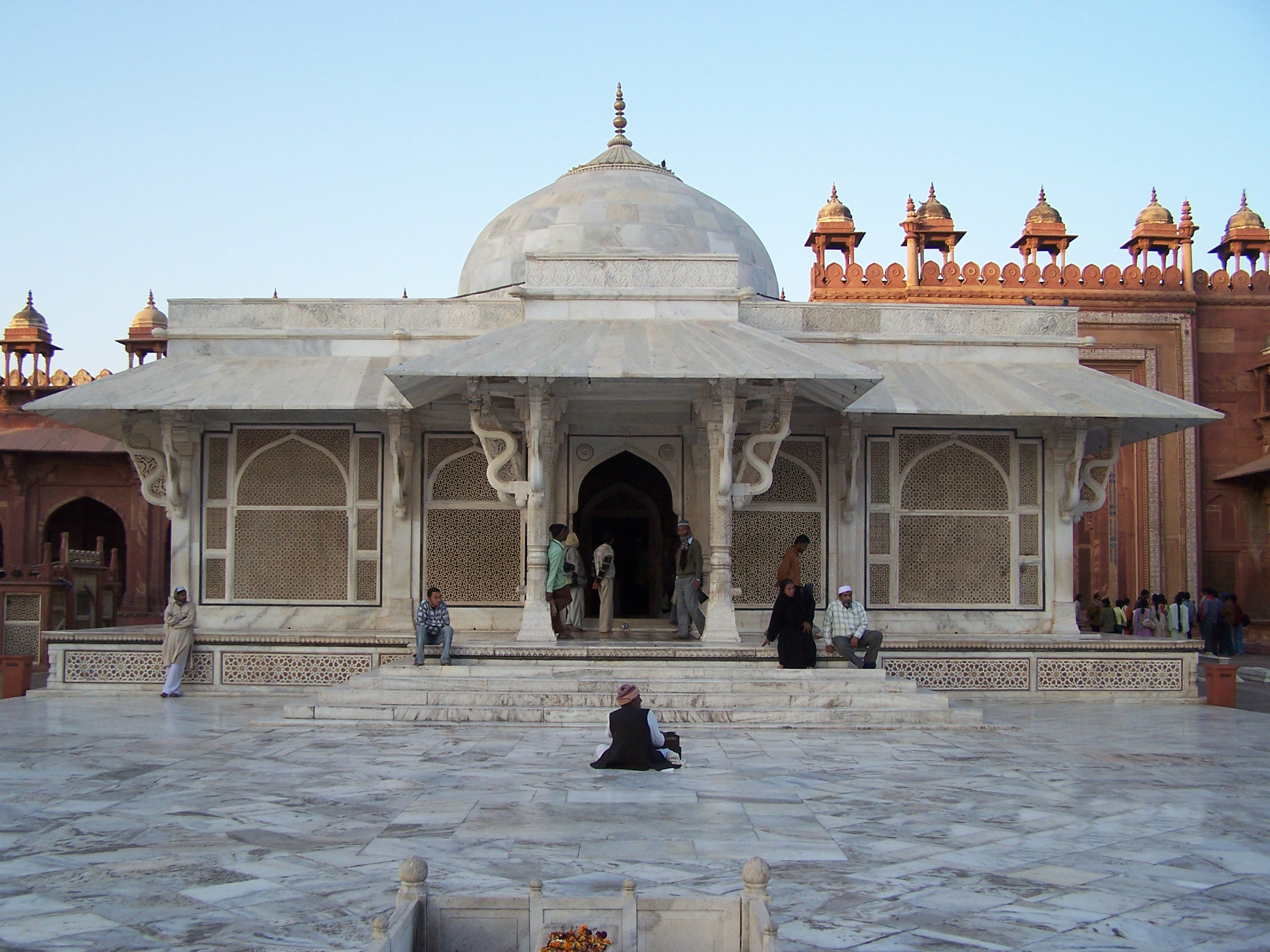
La tomba di Salim Chishti a Fatehpur Sikri (India) che mostra un profondo chhajja che segue il perimetro dell'edificio sostenuto da elaborate staffe

Un chhajja è una gronda sporgente o una copertura del tetto che si trova nell'architettura indiana. È caratterizzato da grandi staffe di supporto con diversi disegni artistici. La variazione si riscontra anche nelle sue dimensioni a seconda dell'importanza dell'edificio su cui si trova o della scelta del progettista.
La sua funzione è simile a quella di altri aggetti o gronde in quanto protegge e abbellisce ingressi, archi e finestre dagli elementi esterni. Anche alcuni stili di tetto possono essere considerati grandi chhajja.

## Storia
Sebbene non vi sia un accordo conclusivo su quando il chhajja sia emerso come elemento architettonico, può essere fatto risalire a prima dell'ascesa dell'Impero Mughal in India. Tuttavia, gran parte del suo uso popolare sembra essere avvenuto durante questo periodo.
L'ispirazione originale del chhajja e di gran parte degli altri elementi architettonici indiani con i quali non è comunemente visto, può essere fatta risalire allo stile degli edifici di periodi più antichi, come quello delle capanne dei villaggi di bambù e paglia che si possono trovare ancora oggi. Gli elementi di questi edifici potrebbero essere stati semplicemente costruiti in pietra e realizzati per avere un aspetto più dignitoso che si può vedere oggi in molti edifici. Questo elemento funziona particolarmente bene per contrastare il clima specifico della regione, poiché molti progetti architettonici più antichi sono stati perfezionati per far fronte a ciò. Adattare semplicemente un progetto collaudato con materiali più resistenti potrebbe essere la migliore linea d'azione.
Il chhajja curvo divenne popolare nell'architettura Mughal, in particolare durante e dopo il regno di Shah Jahan.
Quando furono costruiti edifici come il Jahangiri Mahal ad Agra e il complesso del palazzo a Fathpur Sikri, emerse come un elemento architettonico popolare e importante dell'architettura Mughal.
Più tardi nel dominio Mughal, edifici come lo Zafar Mahal illustrarono anche un uso del chhajja sia per mezzi pratici che ornamentali.

## Utilizzo
Sebbene i chhajja siano generalmente costruiti in un modo che possa essere visto come esteticamente artistico, vi sono molti casi di uso in diversi tipi di edifici.

### Utilizzo nell'architettura Mughal
Nonostante le moschee costruite inizialmente dai Mughal non presentassero i chhajja, la moschea Baburi (stile Babur) costruita ad Ayodhya presenta gronde a forma di chhajja. Successivamente, i chhajja non erano rari nell'architettura delle moschee nel subcontinente indiano, come quelli all'interno delle moschee di Sirhind, dove molti degli archi sono adornati con chhajja.
Sebbene l'architettura Mughal faccia un uso dominante di chhajja, anche le costruzioni meno conosciute intraprese dall'impero Maratha nel territorio occupato lo caratterizzano, come nei resti architettonici di Bahadurgarh, formalmente noto come Saydabad. Nonostante le solite costruzioni chhajja esteticamente eloquenti viste nell'architettura indiana, una versione utilitaristica più pratica viene utilizzata nei forti come si trova nei resti di Bahadurgarh.
Quello che sembra essere un chhajja appare anche sulle fortificazioni Mughal nei Sarai come quella trovata a Doraha sia per scopi pratici che decorativi. Qui, i chhajja sono visti in un'elegante configurazione semiesagonale. Si ipotizza che qui ci fossero più chhajja che da allora si sono sgretolati.
Mahal e palazzi venivano spesso costruiti con stravaganti chhajja artistici. Questo si vede in edifici come lo Zafar Mahal costruito durante il tardo dominio Mughal. Questo presenta un chhajja formato con archi a più foglie che poggiano su quattro colonne a balaustra che creano un aspetto stravagante.
Chhajja e altri elementi architettonici che lo integrano appaiono principalmente in edifici come nei padiglioni residenziali, amministrativi e formali. Proprio come in altri modi di vivere, i costruttori imperiali forse desideravano rappresentare un sincero desiderio di trovare un rapporto emotivo con la popolazione locale attraverso l'identificazione con elementi architettonici locali. Ciò suggerisce che i chhajja siano stati usati più a lungo di quanto rappresenterebbero le attuali strutture in piedi.

### Uso moderno
I chhajja sono visti nell'architettura contemporanea dove ci sono dei stati tentativi di replicare uno stile architettonico tradizionale mediorientale o del subcontinente indiano.
L'uso comune di chhajja è rappresentato nelle prime due strofe del poema "Lohri" di Ashwini Magotra del 2004:
 
muovendosi con le braccia l'una intorno all'altra
ballando Bhangra, va in giro a chiedere doni a Lohri
Oh, ecco un gruppo vestito da Haran
Ce n'è un altro, con Chhajja decorati
saltellando ai gradini di Dandaras.»